# Błażej Augustyn
Błażej Augustyn (Strzelin, 26 gennaio 1988) è un calciatore polacco, difensore dello Zenit Międzybórz.

## Carriera

### Club
La carriera professionistica inizia con il Bolton Wanderers nella stagione 2005-06, dove esordisce in FA Cup contro il Doncaster Rovers il 6 gennaio 2007.
L'anno successivo gli viene offerto un prolungamento di contratto dal manager del Bolton Lee Sammy, ma il calciatore lo rifiuta, ritenendo inaccettabili le opportunità che gli venivano concesse in squadra.
Nel giugno 2007 firma un contratto di quattro anni con il Legia Varsavia.
Nell'agosto 2008 viene girato in prestito al Rimini, dove colleziona solo 6 presenze in campionato a causa del grave infortunio del legamento crociato anteriore del ginocchio sinistro in Salernitana-Rimini del 15 novembre 2008.
Il retrocesso Rimini decide di non riscattare il cartellino dal Legia Varsavia e nel giugno 2009 viene acquistato dal Catania, con il quale sottoscrive un contratto quadriennale.
Debutta in Serie A il 23 agosto 2009 in occasione dell'incontro Catania-Sampdoria.
Nell'agosto del 2011 passa in prestito con diritto di riscatto della metà del cartellino al Vicenza. Segna il suo primo gol con la squadra veneta (il primo in carriera in partite ufficiali) il 15 ottobre, nel derby col Verona (2-1). La stagione seguente, scaduto il prestito, fa ritorno al Catania dove rimane fuori dai piani della società giocando una sola partita in campionato.
Dalla stagione successiva, terminato il contratto con gli etnei, fa ritorno in patria giocando con il Górnik Zabrze nella massima serie polacca. A cavallo tra ottobre e novembre Augustyn ha accusato un problema al piede che lo ha costretto ad un mese di assenza. Rientrato, ha dovuto chiudere anzitempo la stagione 2013-2014 con solo 5 presenze all'attivo dopo essersi operato alla caviglia. Nonostante ciò, ha esteso il suo contratto fino alla stagione seguente.
Il 18 giugno 2015 viene ufficializzato il suo passaggio agli scozzesi dell'Heart of Midlothian. Nel 2016-2017 torna in Italia, all'Ascoli, in Serie B, dove gioca 31 partite tra campionato e Coppa Italia.
L'anno successivo si trasferisce al Lechia Danzica, dove rimane per tre anni, fino al 2020, dove firma per il Jagiellonia. Dopo un breve passaggio al Wieczysta Cracovia, nel 2023 firma per il WKS Wierzbice.

### Nazionale
Tra il 2009 e il 2010 ha fatto parte dell'Under-21 polacca, scendendo in campo in 3 occasioni.

## Statistiche

### Presenze e reti nei club
Statistiche aggiornate al 13 dicembre 2017.
| Stagione             | Squadra              | Campionato           | Campionato | Campionato | Coppe nazionali | Coppe nazionali | Coppe nazionali | Coppe continentali | Coppe continentali | Coppe continentali | Altre coppe | Altre coppe | Altre coppe | Totale | Totale |
| Stagione             | Squadra              | Comp                 | Pres       | Reti       | Comp            | Pres            | Reti            | Comp               | Pres               | Reti               | Comp        | Pres        | Reti        | Pres   | Reti   |
| -------------------- | -------------------- | -------------------- | ---------- | ---------- | --------------- | --------------- | --------------- | ------------------ | ------------------ | ------------------ | ----------- | ----------- | ----------- | ------ | ------ |
| 2006-2007            | Bolton               | PL                   | 0          | 0          | FACup+CdL       | 1+0             | 0               | -                  | -                  | -                  | -           | -           | -           | 1      | 0      |
| 2007-2008            | Legia Warszawa       | EK                   | 4          | 0          | CP              | -               | -               | -                  | -                  | -                  | -           | -           | -           | 4      | 0      |
| 2008-2009            | Rimini               | B                    | 4+2        | 0          | CI              | 0               | 0               | -                  | -                  | -                  | -           | -           | -           | 6      | 0      |
| 2009-2010            | Catania              | A                    | 10         | 0          | CI              | 4               | 0               | -                  | -                  | -                  | -           | -           | -           | 14     | 0      |
| 2010-2011            | Catania              | A                    | 6          | 0          | CI              | 1               | 0               | -                  | -                  | -                  | -           | -           | -           | 7      | 0      |
| 2011-2012            | Vicenza              | B                    | 26         | 1          | CI              | 0               | 0               | -                  | -                  | -                  | -           | -           | -           | 26     | 1      |
| 2012-2013            | Catania              | A                    | 1          | 0          | CI              | 0               | 0               | -                  | -                  | -                  | -           | -           | -           | 1      | 0      |
| Totale Catania       | Totale Catania       | Totale Catania       | 17         | 0          |                 | 5               | 0               |                    | -                  | -                  |             | -           | -           | 22     | 0      |
| 2013-2014            | Górnik Zabrze        | EK                   | 5          | 0          | CP              | -               | -               | -                  | -                  | -                  | -           | -           | -           | 5      | 0      |
| 2014-2015            | Górnik Zabrze        | EK                   | 17         | 2          | CP              | 1               | 0               | -                  | -                  | -                  | -           | -           | -           | 18     | 2      |
| Totale Górnik Zabrze | Totale Górnik Zabrze | Totale Górnik Zabrze | 22         | 2          |                 | 1               | 0               |                    | -                  | -                  |             | -           | -           | 23     | 2      |
| 2015-2016            | Hearts               | PL                   | 22         | 0          | CS+CdL          | 3+2             | 0               | -                  | -                  | -                  | -           | -           | -           | 27     | 0      |
| 2016-2017            | Ascoli               | B                    | 30         | 0          | CI              | 1               | 0               | -                  | -                  | -                  | -           | -           | -           | 31     | 0      |
| 2017-2018            | Lechia Danzica       | EK                   | 15         | 2          | CP              | 0               | 0               | -                  | -                  | -                  | -           | -           | -           | 15     | 2      |
| Totale carriera      | Totale carriera      | Totale carriera      | 140+2      | 5          |                 | 13              | 0               |                    | -                  | -                  |             | -           | -           | 155    | 5      |

## Palmarès

### Club

#### Competizioni nazionali
- Coppa di Polonia: 2

Legia Varsavia: 2007-2008
Lechia Danzica: 2018-2019
- Supercoppa di Polonia: 1

Lechia Danzica: 2019